# Encarnación Ezcurra
María de la Encarnación Ezcurra y Arguibel (Buenos Aires, 25 de març de 1795 - ibíd., 20 d'octubre de 1838), més coneguda com a Encarnación Ezcurra, va ser una política argentina, esposa de Juan Manuel de Rosas.

## Biografia
Filla de Juan Ignacio Ezcurra i de Teodora de Arguibel, va ser esposa de Juan Manuel de Rosas, amb el qual va contreure matrimoni el 16 de març de 1813.
Des d'aquest moment es convertiria en la més fidel seguidora política del seu marit, ajudant-lo en les circumstàncies més difícils. El seu paper com a impulsora de la Revolució dels Restauradors i impulsora de la Societat Popular Restauradora (mentre el seu marit es trobava realitzant la Campanya al desert), li va assegurar al seu espòs els 17 anys de control després de 1835, ja que l'esmentada revolució va enderrocar a Juan Ramón González Balcarce. Poc després, es va crear La Mazorca, el braç armat de la Societat, i aquesta va pressionar a tots els governs interins, assegurant a Roses el desig públic que es fes efectiu el seu retorn al govern i va provocar que la Junta de Representants, l'encarregada de designar governadors, veiés al seu espòs com l'única opció per restablir l'ordre social a la província.
A partir d'aquests fets, i del triomf del seu espòs en la Campanya al Desert se li va atribuir el títol d' «Heroïna de la Santa Federació». És particularment notable que en aquella època, signada de prejudicis i amb nul·la participació femenina en la política, una dona hagi aconseguit tan altes responsabilitats. No obstant això, la seva figura es va veure enfosquida per ser la inspiradora de les vigilàncies, persecucions, acusacions, empresonaments i altres actes de violència comesos per la temible Mazorca.
La seva mort va ser imprevista, a l'edat de 43 anys, probablement a conseqüència d'una aturada cardiorespiratòria o alguna cosa semblant. La seva defunció, però, va estar carregada d'un ampli dol popular i polític, fins al punt que 25.000 persones (sobre un total de 60.000 habitants de l'època) van assistir al seu sepeli i a la processó del fèretre des del Fuerte fins al Convent de Sant Francesc. El seguici fúnebre va ser pagat per la Junta de Representants, a la qual el governador Rosas va agrair formalment la inversióel 1r de novembre de 1838.